# Yo soy Juan
«Yo soy Juan» es una canción de rock compuesta por el cantautor argentino León Gieco y publicado en el disco de 2005 Por favor, perdón y gracias.
La canción hace referencia a la historia de Juan Cabandié, nieto recuperado n° 77 por las Abuelas de Plaza de Mayo en 2003. Cabandié nació en el Centro Clandestino de Detención, donde funcionaba una maternidad clandestina durante el Proceso de Reorganización Nacional.